# 栫井駿介
栫井 駿介（かこい しゅんすけ）は、日本の株式投資アドバイザー、証券アナリスト、つばめ投資顧問代表、YouTuber。東京大学在学時は陸上運動部に所属し、長距離を専門とした。5000m 15分23秒、フルマラソン2時間41分の記録を持つ。PRESIDENT、週刊エコノミストなどの経済紙にコラムを寄稿することも多い。

## 経歴
- 1986年、鹿児島県生まれ。
- 鹿児島県立鶴丸高等学校、東京大学経済学部卒業。大手証券会社にて投資銀行業務に従事。
- 2011年、証券アナリスト第２次レベル試験合格。
- 2015年、大前研一が主宰するBOND-BBTプログラムにてMBA取得。[3]
- 2016年、つばめ投資顧問設立。
- 2021年、YouTubeチャンネル「つばめ投資顧問」の登録者数が7万人を突破。
- 2021年、株式会社ビジネス・ブレイクスルー「金融リアルタイムライブ」講師に就任。[4]
- 2022年、日本証券アナリスト協会認定アナリスト（CMA）取得。

## 書籍
- 株式市場の敗者になる前に読む本（2017年）
- 株式VS不動産 投資するならどっち?（2019年、筑摩書房）ISBN 978-4-480-86464-2
- 年率10%を達成する! プロの「株」勉強法（2021年、クロスメディア・パブリッシング）ISBN 9784295405504

## メディア掲載
- 月刊リベラルタイム 2018年8月号『「RIZAPグループ」の錬金術』[5]
- 毎日新聞「売上高２．５倍　「スイッチ」好調　４～６月期」[6]
- ミスター・パートナー『ブームの真相2017』[7]
- 国際情報マネジメント『カンパニータンク 2016年7月号 』[8]
- J-CASTニュース 「虎の子」メディカル子会社を売却　東芝は生き残れるか[9]